# Nonthaburi
Nonthaburi (thai: นนทบุรี) är en thailändsk provins (changwat). Den är belägen i den centrala delen av Thailand. Provinsen hade år 2002 905 197 invånare på en areal av 622 km². Provinshuvudstaden är Nonthaburi.

## Administrativ indelning
Provinsen är indelad 6 distrikt (amphoe). Distrikten är i sin tur indelade i 52 subdistrikt (tambon) och 309 byar (muban).